# Трансперсональное
Трансперсональное, или надличностное, — термин, применяемый в трансперсональном движении и, в частности, в трансперсональной психологии, для описания опыта изменённого состояния сознания и гипотетических явлений, по мнению сторонников этой ориентации, выходящих за границы персонального и личностного. Слово употребляется для обозначения, как они полагают, экспансии или расширения сознания за пределы привычного «Я» и за границы времени и пространства, при которых, на их взгляд, возможно достижение так называемых предельных человеческих способностей и потенциальных возможностей. Термин «трансперсональное» был введён для интерпретации этих переживаний, которые описывали люди со здоровой психикой (в частности те, кто занимался различными видами духовных практик: медитация, йога и др.).

По определению Р. Уолша и Ф. Воон, трансперсональными можно назвать переживания, в которых чувство самотождественности выходит за пределы индивидуальной, или личной самости, охватывая человечество в целом, жизнь, дух и космос.
— Основы трансперсональной психологии: истоки, история, современное состояние
Трансперсональные переживания рассматривались в работах психолога Уильяма Джеймса ещё в 1902 году. Считается, что впервые слово «трансперсональное» Джеймс упоминал в своих лекционных заметках, подготовленных для проведения курса в Гарвардском университете в 1905—1906 годах. В 1968 году после многочисленных дискуссий, в которых участвовали Абрахам Маслоу, Станислав Гроф, Энтони Сутич и другие, по предложению Грофа термин «трансперсональное» был использован в названии попытки создания нового направления психологии — трансперсональной психологии, отношение к которому на настоящий момент весьма противоречивое: например, его обвиняют в ненаучности.